# Sony Rolly

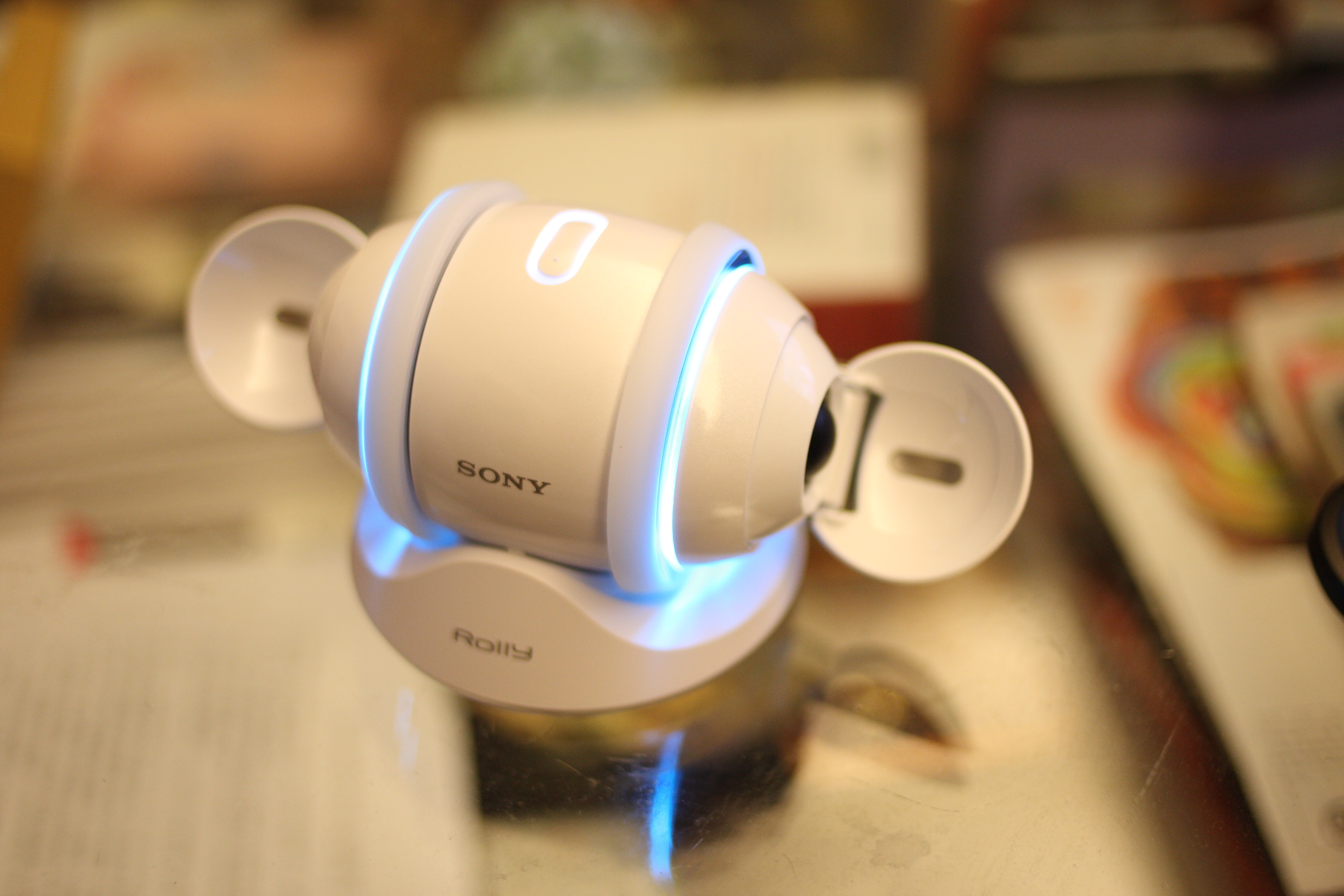
Sony Rolly mostrado en un negocio, en Japón.

Rolly fue un reproductor de música robotizado digital en forma de huevo hecho por Sony, que combina funciones de música con baile robótico. Tiene dos ruedas que le permiten girar, así como dos bandas de luz led de color que circulan alrededor de su borde y "alas" (o "brazos" en forma de copa, según el sitio web de Sony SonyStyle.com de USA) que pueden abrirse y cerrarse en cualquiera de los extremos, todos los cuales se pueden sincronizar con la música que se está reproduciendo.
Rolly tiene varios modos operativos, incluyendo la funcionalidad Bluetooth. Rolly puede reproducir música transmitida directamente desde cualquier teléfono celular, computadora o reproductor de mp3 habilitado para Bluetooth. Rolly es capaz de bailar a lo largo de la música en streaming, pero el software Rolly coreógrafo produce resultados mucho mejores cuando se analizan las pistas y crea archivos de movimiento antes de cargarlos en Rolly. El reproductor Rolly utiliza archivos .mtf para almacenar datos de movimiento junto con una pista de música en particular. Los archivos de movimiento preconfeccionados se pueden descargar y cargar desde Rolly Go.
Rolly también tiene un sensor de fuerza G (acelerómetro) que detecta si el reproductor está tendido horizontalmente o se mantiene en posición vertical. Cuando se mantiene en posición vertical, la pista siguiente/anterior puede ser controlada por la rueda superior y el volumen arriba/abajo puede ser controlado por la rueda inferior. Las pistas se pueden barajar manteniendo la unidad en posición vertical, presionando el botón una vez, luego sacudiendo la unidad hacia arriba y hacia abajo (el color de la luz cambia a púrpura). Puede volver a la reproducción continua (color azul claro) simplemente repitiendo este proceso.
Rolly tiene 2 gigabytes de memoria flash para almacenar archivos de música.
El 20 de agosto de 2007, Sony lanzó una campaña de publicidad inicial teaser para el producto. El producto fue presentado el 20 de septiembre de 2007, y salió a la venta en Japón el 29 de septiembre, y estaba a la venta en el Sony SonyStyle de EE. UU. sitio web por $ 229,99 USD, por debajo de $ 399.99 USD. Está disponible en blanco y negro. Sony ofrece el "grabarlo". Opción para este artículo, y una serie de accesorios.
De acuerdo con un asistente de SonyStyle, El Rolly ha sido fuera de stock en algunos países, y todos los accesorios se enumeran como "liquidación". Sonystyle.com confirma esto, así como la tienda en línea de Sony en el Reino Unido. En algunos países todavía está a la venta en el sitio web de Sony.

## "Click de la muerte"
Muchos de los Rolly vendidos con el tiempo sufrían un desgaste en un engranaje, que era responsable de reconocer en que posición se encuentra el Rolly, la cual se fracturaba y provocaba que se percibieran clicks al girar, perdiendo movibilidad en uno o ambas ruedas que permitían su movimiento y que no bailara como se esperaba.

## Sony BSP60
En 2015 Sony presentó un altavoz Bluetooth con un diseño similar y conjunto de características como el Rolly, con la adición de una pantalla OLED y soporte para comandos de voz..